# اولین موشدوتسی
اِوِلین موشدوتسی (مجاری: Mosdóczi Evelin؛ زادهٔ ۲۶ اکتبر ۱۹۹۴) بازیکن فوتبال اهل مجارستان است.
از باشگاه‌هایی که در آن بازی کرده‌است می‌توان به باشگاه فوتبال فرنتس‌واروش اشاره کرد.
وی همچنین در تیم ملی فوتبال زنان مجارستان بازی کرده‌است.